# Атарфе
Атарфе (исп. Atarfe) — муниципалитет в Испании, входит в провинцию Гранада, в составе автономного сообщества Андалусия. Муниципалитет находится в составе района (комарки) Вега-де-Гранада. Занимает площадь 47 км². Население — 15945 человек (на 2010 год). Расстояние — 11 км до административного центра провинции.

## Достопримечательности

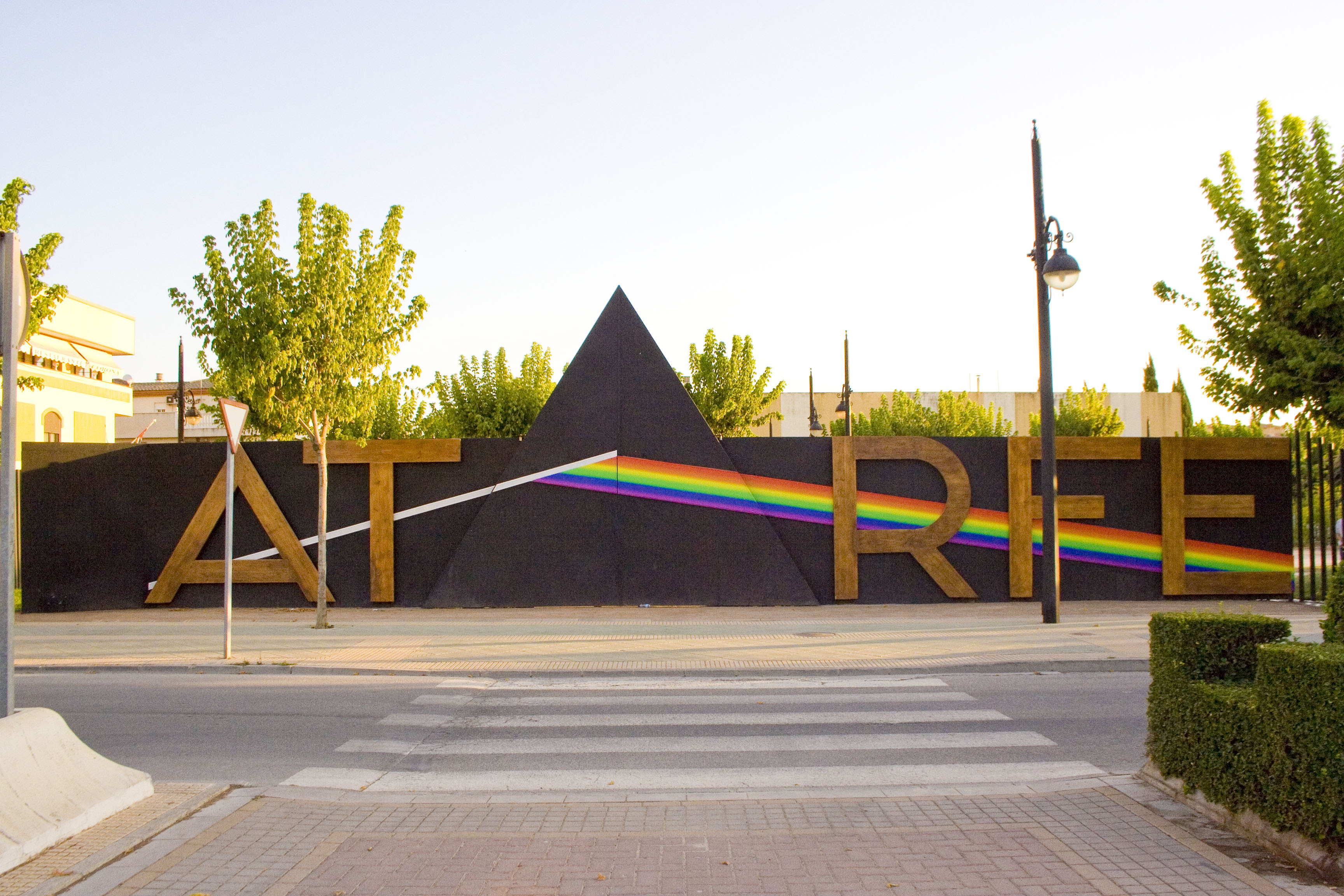
Парк Pink Floyd

Атарфе известен своими музыкальными концертами, среди которых особое место занимает выступление бывшего участника группы Pink Floyd Роджера Уотерса в 2008 году. В результате этого знаменательного события местный совет принял решение создать общественный парк, посвященный легендарной группе Pink Floyd. Парк стал популярным местом отдыха для семей, предлагая игровые площадки для детей разного возраста, зеленые зоны и фонтаны, хотя некоторые элементы инфраструктуры требуют лучшего обслуживания.

## Сейсмическая активность
Землетрясение в Атарфе-Альболоте 1956 года произошло 19 апреля в 18:38 по центральноевропейскому летнему времени (17:38 UTC), достигнув магнитуды 5,0 Mw и интенсивности VIII баллов с гипоцентром на глубине 6,3 км. Стихийное бедствие серьезно затронуло район между Сьерра-Эльвира и Гранадой в Испании, полностью разрушив города Атарфе и Альболоте и нанеся значительный ущерб Санта-Фе, Марасене и некоторым районам Гранады. В результате землетрясения погибло 12 человек, 60 получили ранения. В период с 19 апреля по 8 мая 1956 года были зарегистрированы многочисленные афтершоки, также произошли обвалы в Сьерра-Эльвира и оползни вдоль реки Бейро.

## Население
| Год  | Численность | Численность   |
| ---- | ----------- | ------------- |
| 2001 | 11 245      | [ 5 ]         |
| 2002 | 11 500      | [ 6 ]         |
| 2003 | 11 680      | [ 7 ]         |
| 2004 | 12 355      | [ 8 ]         |
| 2005 | 12 919      | [ 9 ]         |
| 2006 | 13 431      | [ 10 ]        |
| 2007 | 14 144      | [ 11 ]        |
| 2008 | 14 803      | [ 12 ]        |
| 2009 | 15 399      | [ 13 ]        |
| 2010 | 15 945      | [ 14 ]        |
| 2011 | 16 432      | [ 15 ]        |
| 2012 | 16 843      | [ 16 ]        |
| 2013 | 17 141      | [ 17 ]        |
| 2014 | 17 570      | [ 18 ]        |
| 2015 | 17 792      | [ 19 ]        |
| 2016 | 18 092      | [ 20 ]        |
| 2017 | 18 392      | [ 21 ]        |
| 2018 | 18 554      | [ 22 ] [ 23 ] |
| 2019 | 18 706      | [ 24 ]        |
| 2020 | 18 960      | [ 25 ]        |
| 2021 | 19 198      | [ 26 ]        |
| 2022 | 19 452      | [ 27 ]        |
| 2023 | 20 024      | [ 28 ]        |
| 2024 | 20 455      | [ 1 ]         |